# Abelardo Castillo
Abelardo Castillo (Buenos Aires, 27 de marzo de 1935-Buenos Aires, 2 de mayo de 2017) fue un escritor y periodista argentino. Considerado uno de los escritores fundamentales de la literatura argentina del siglo XX, su obra está conformada por cuatro novelas, cinco libros de cuentos, cuatro de ensayos y tres obras de teatro que le hicieron merecedor de premios nacionales e internacionales. Además, dirigió talleres literarios y revistas culturales que formaron a diversos escritores y lectores contemporáneos y fue traducido a los idiomas inglés, francés, italiano, alemán, eslovaco, ruso y polaco, entre otros.

## Biografía
Abelardo Castillo nació el 27 de marzo del año 1935 en la ciudad de Buenos Aires, Argentina. En 1946, se trasladó junto a su padre a la ciudad de San Pedro, donde vivió hasta 1952, cuando regresó a Buenos Aires.
En 1959, ganó el Primer Premio de la revista Gaceta Literaria por su obra teatral El otro Judas. Ese mismo año, conoció a Arnoldo Liberman y a Humberto Constantini, con quienes fundó El grillo de papel —continuada como El escarabajo de oro—, una revista literaria caracterizada por su ideología de izquierda, su adhesión al existencialismo y al compromiso sartreano de Castillo. En 1960, como parte de la implementación del Plan CONINTES durante el gobierno de Arturo Frondizi, se ordenó el cierre de Stilcograf, donde se imprimía la revista. Por esa época, Castillo publicó sus primeros cuentos y ganó con su cuento «Volvedor» el premio del concurso de la revista Vea y Lea, con un jurado conformado por Jorge Luis Borges, Adolfo Bioy Casares y Manuel Peyrou.
El escarabajo de oro apuntó a una fuerte proyección latinoamericana y es considerada una de las revistas literarias más representativas de la generación del 60. Formaron parte de su consejo de colaboradores Julio Cortázar, Carlos Fuentes, Miguel Ángel Asturias, Augusto Roa Bastos, Juan Goytisolo, Félix Grande, Ernesto Sabato, Roberto Fernández Retamar, Beatriz Guido y Dalmiro Sáenz, entre otros. Allí también publicaron por primera vez sus textos Liliana Heker, Ricardo Piglia, Sylvia Iparraguirre, Humberto Constantini, Miguel Briante, Jorge Asís, Alejandra Pizarnik, Isidoro Blaisten y Bernardo Jobson, entre muchos otros.
En 1961, la editorial Goyanarte de la ciudad de Buenos Aires publicó su primer libro de cuentos, Las otras puertas. Un jurado integrado por Juan Rulfo, José Bianco, Guillermo Cabrera Infante y José Antonio Portuondo le concedieron a Castillo la Mención Única (Premio Publicación) en el Premio Casa de las Américas (Cuba), por Las otras puertas.
En 1976 se casó con la escritora Sylvia Iparraguirre. 
En 1977, fundó junto con Liliana Heker y Sylvia Iparraguirre El Ornitorrinco, revista de resistencia cultural al Proceso de Reorganización Nacional, la cual se publicó hasta 1986 —años después de la vuelta a la democracia en Argentina—. Castillo fue incluido en 1979 en las «listas negras» de intelectuales prohibidos durante la dictadura.

### Fallecimiento
Castillo falleció en la Ciudad de Buenos Aires el 2 de mayo de 2017, a los 82 años de edad, debido a complicaciones posteriores a una cirugía intestinal de la que no pudo recuperarse.

## Obra

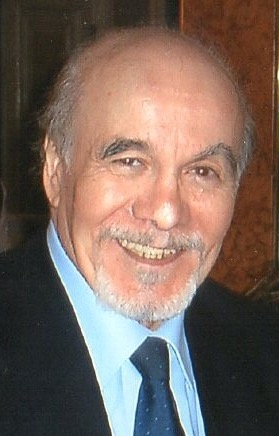
Castillo en 2006.

### Novelas
- 1968: La casa de ceniza
- 1985: El que tiene sed
- 1991: Crónica de un iniciado
- 1999: El evangelio según Van Hutten

### Cuentos
- 1962: Las otras puertas
- 1966: Cuentos crueles
- 1976: Las panteras y el templo
- 1992: Las maquinarias de la noche
- 2005: El espejo que tiembla

Antologías
- 1972: Los mundos reales (cuentos completos, reediciones en 1982, 1997, 2003 y 2005)
- 1982: El cruce del Aqueronte
- 2013: El candelabro de plata
- 2016: Del mundo que conocimos

### Teatro
- 1961: El otro Judas
- 1964: Israfel
- 1968: Tres dramas
- 1982: "El Señor Bretch en el Salón Dorado"
- 1995: Teatro completo
- 2011: El otro Judas, El señor Brecht en el Salón Dorado, Salomé
- 2023: Teatro reunido

### Ensayos
- 1964: Discusión crítica a la crisis del marxismo
- 1989: Las palabras y los días
- 2005: Ser escritor
- 2010: Desconsideraciones
- 2023: Ensayos reunidos[8]

### Otros
- 1997: El oficio de mentir (entrevistas con María Fasce)
- 2014: Diarios (1954-1991)
- 2019: Diarios (1992-2006)
- 2022: La fiesta secreta (poesía)

## Premios
- 1961: mención especial del Premio Casa de las Américas
- 1964: Premio Internacional de Autores Contemporáneos (UNESCO) por Israfel
- 1984: Premio Konex - Diploma al Mérito
- 1986: Premio Municipal de Literatura de la Ciudad de Buenos Aires por El que tiene sed[3]
- 1993: Premio Nacional de Literatura por el total de su obra[3]
- 1994: Premio Konex de Platino - Mejor cuentista argentino del quinquenio 1989-1993
- 2000: Premio a la Trayectoria en mérito al conjunto de sus obras - Distinguido con el Premio a la Trayectoria otorgado por la Asociación de Libreros Argentinos
- 2004: Premio Konex - Diploma al Mérito - Mejor cuentista del quinquenio 1994-1998
- 2007: Premio de Narrativa José María Arguedas por El espejo que tiembla
- 2011: Gran Premio de Honor de la Sociedad Argentina de Escritores
- 2013: Premio «N» a la trayectoria cultural
- 2014: Premio Konex de Brillante a la figura más importante de la última década de las Letras Argentinas